# John January
John Hartnett January est un joueur de soccer américain né le 6 mars 1882 à Ferguson et mort le 1er décembre 1917 à Saint-Louis. 

## Biographie
Avec le Christian Brothers College High School (en), il participe au tournoi olympique de football de 1904, l'équipe remportant la médaille d'argent. Il joue avec ses deux frères Charles et Thomas, qui participent également au tournoi.
Pendant ses années universitaires, January fréquente l'Université du Missouri et y obtient un diplôme en génie. Après avoir terminé ses études, il occupe un poste de dessinateur à la mairie de Saint-Louis pendant plusieurs années, avant de déménager à McAllen au Texas, avant 1910. Là-bas, il s'associe avec son frère cadet Charles pour gérer une ferme.